# Железничка станица Велика Плана
Железничка станица Велика Плана је једна од железничких станица на прузи Београд—Ниш. Налази се насељу Велика Плана у општини Велика Плана. Пруга се наставља у једном смеру ка Марковцу, у другом према Малој Плани и у трећем према Великом Орашју. Железничка станица Велика Плана састоји се из 7 колосека.